# Internationale Filmfestspiele von Cannes 2025

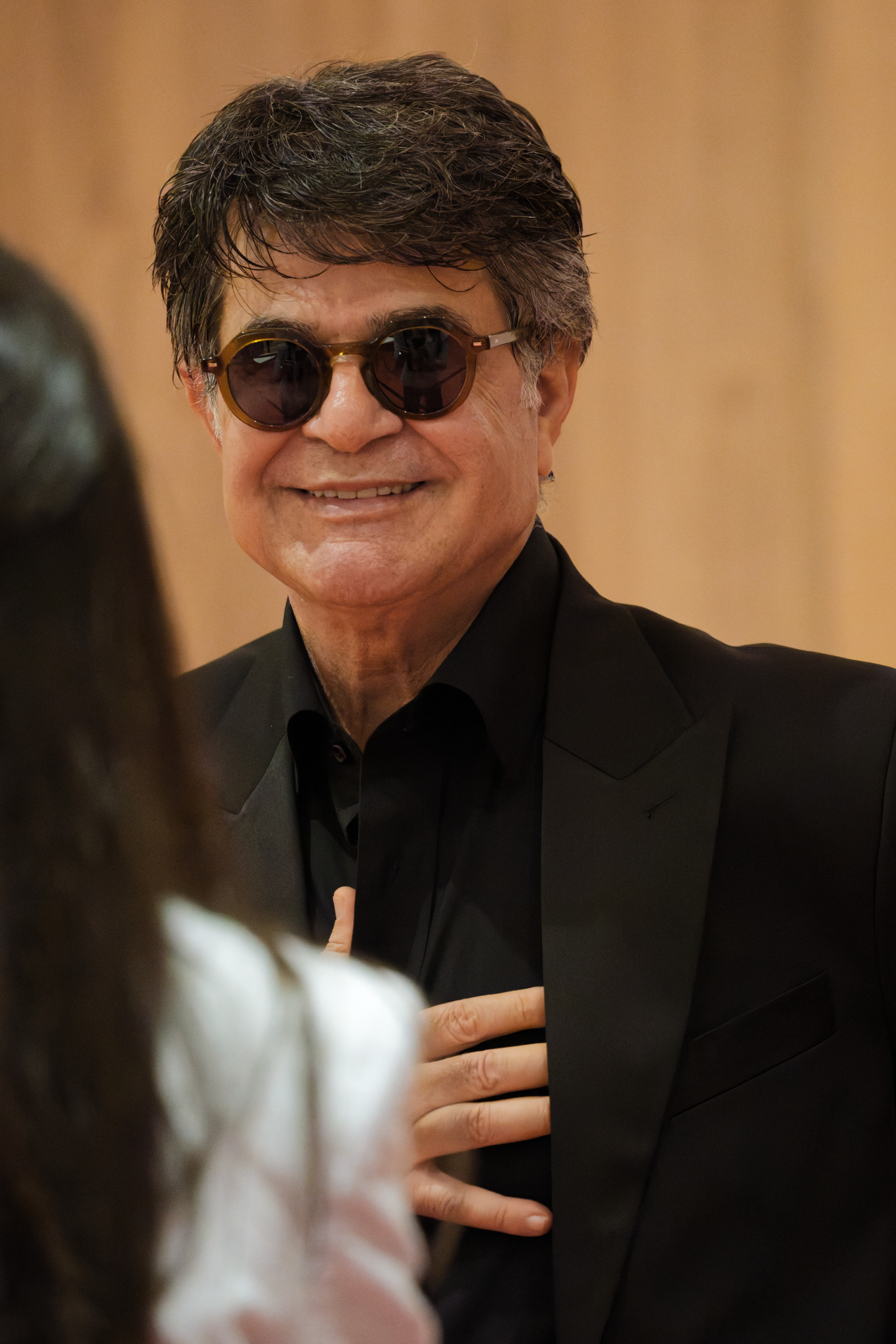
Jafar Panahi, Regisseur des Films It Was Just an Accident, nach der Preisverleihung in Cannes (2025)

Die 78. Internationalen Filmfestspiele von Cannes fanden vom 13. bis 24. Mai 2025 statt. Sie standen unter der Leitung von Iris Knobloch, während Thierry Frémaux als Generaldelegierter für die künstlerische Leitung verantwortlich war. Als bester Film des Hauptwettbewerbs wurde It Was Just an Accident von Jafar Panahi mit der Goldenen Palme ausgezeichnet. Der Jury stand die französische Schauspielerin Juliette Binoche vor.
Das Programm war offiziell am 10. April 2025 durch Knobloch und Frémaux vorgestellt worden. Insgesamt wurden über zwölf Tage 150 Filme aus der Rekordzahl von 2909 eingereichten Spielfilmen aus 156 Ländern präsentiert (unter den Einreichungen befanden sich 1127 Debütfilme). Als Eröffnungsfilm des Festivals wurde die französische Tragikomödie Nur für einen Tag von Amélie Bonnin ausgewählt. Es war das erste Mal, dass einer Debütregisseurin diese Ehre zuteilwurde. Neben den neuesten Werken bekannter Autorenfilmer wie Wes Anderson, Ari Aster, Jean-Pierre und Luc Dardenne, Richard Linklater, Kleber Mendonça Filho, Dominik Moll, Kelly Reichardt und Tarik Saleh gelangte auch die deutsche Regisseurin Mascha Schilinski mit ihrem zweiten Spielfilm In die Sonne schauen in den Hauptwettbewerb und gewann später den Preis der Jury.
Außerhalb des Wettbewerbs präsentierte Fatih Akin seinen Jugendfilm Amrum. Ebenfalls berücksichtigt wurde der in Deutschland lebende Russe Kirill Serebrennikow mit seiner Literaturverfilmung Das Verschwinden des Josef Mengele.

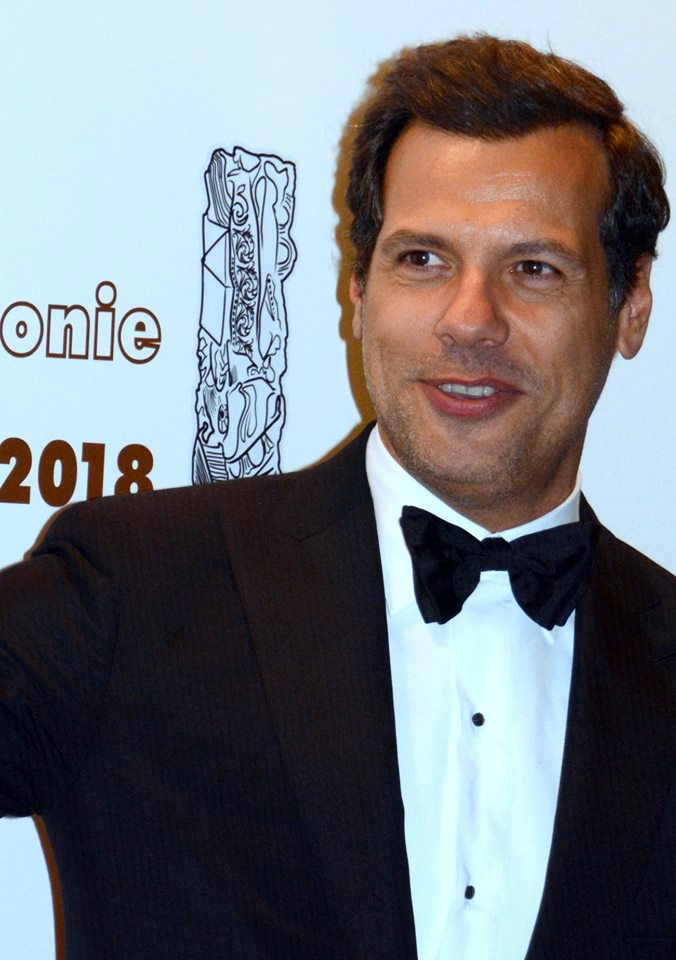
Laurent Lafitte (2018), Moderator der Eröffnungs- und Abschlussgala

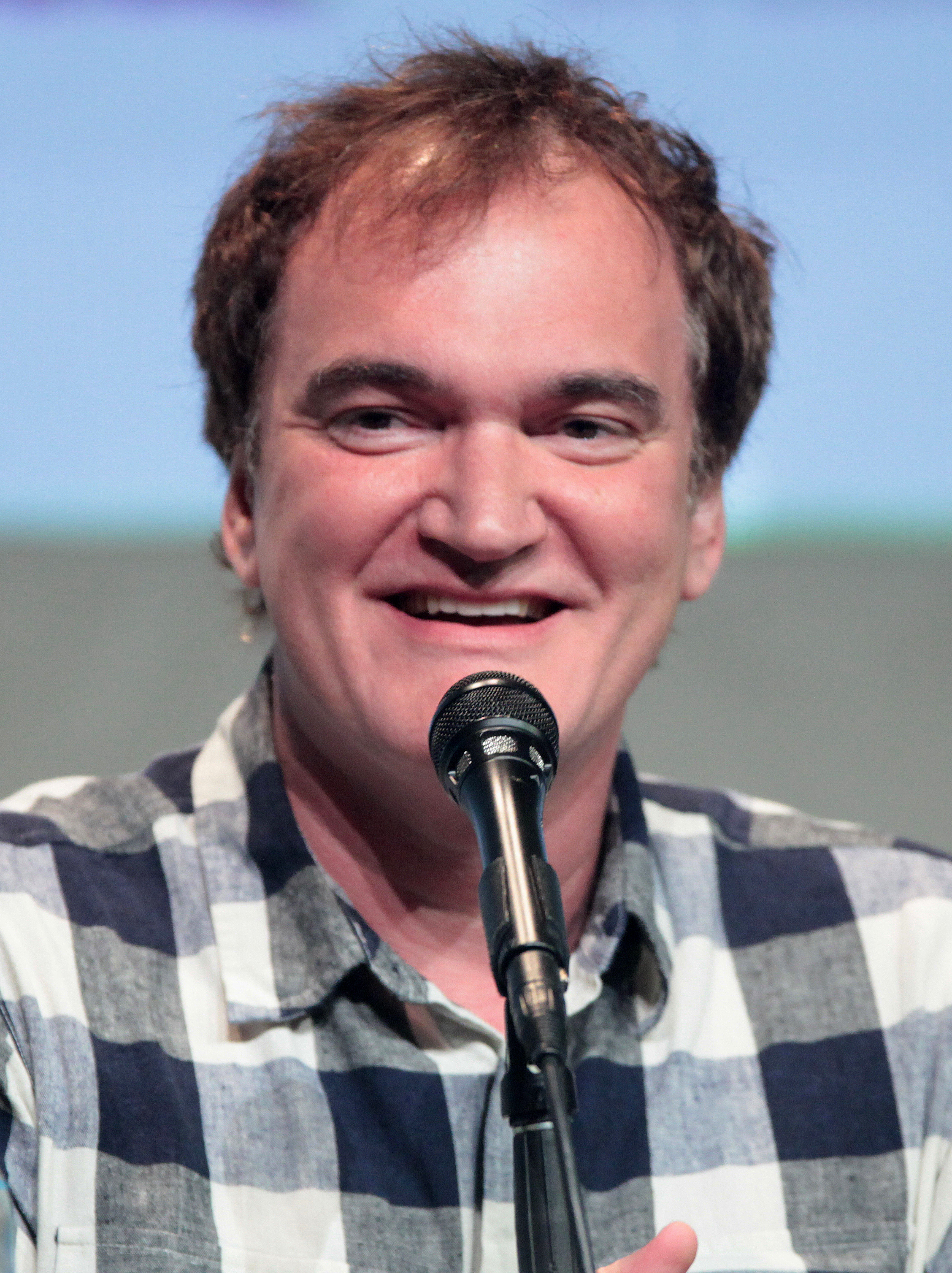
Quentin Tarantino (2015) eröffnete das Festival

Als Moderator der Auftaktzeremonie und der abschließenden Preisgala wurde der französische Schauspieler und Regisseur Laurent Lafitte ausgewählt, der diese Aufgabe bereits 2016 übernommen hatte. Während der Eröffnungsgala erhielt der US-amerikanische Schauspieler Robert De Niro den Ehrenpreis für sein Lebenswerk. Erinnert wurde an die verstorbene belgische Schauspielerin Émilie Dequenne, die palästinensische Journalistin Fatima Hassouna und den US-amerikanischem Filmemacher David Lynch, dem Mylène Farmer ein Lied widmete. Offiziell eröffnet wurde das Festival vom US-amerikanischen Regisseur und Drehbuchautor Quentin Tarantino. Ein weiterer Ehrenpreis wurde im Verlauf des Festivals dem US-amerikanischen Schauspieler Denzel Washington zuteil.

## Festivalplakate
Erstmals in der Geschichte der Filmfestspiele wurden zwei offizielle Festivalplakate vorgestellt. Beide Motive entstammen einer 20-sekündigen Szene aus Claude Lelouchs Spielfilm Ein Mann und eine Frau, der 1966 gemeinsam mit dem italienischen Beitrag Aber, aber, meine Herren… den Hauptpreis von Cannes erhielt. Zu sehen sind die beiden Hauptdarsteller Anouk Aimée (1932–2024) und Jean-Louis Trintignant (1930–2022), wie sie sich an einem einsamen Strand leidenschaftlich umarmen und dabei um sich selbst drehen. Trintignant hebt seine Partnerin dabei leicht hoch. Auf dem ersten Plakatmotiv ist das Gesicht Trintignants zu sehen, während Aimée dem Betrachter den Rücken zukehrt. Beim zweiten Plakatmotiv verhält es sich genau umgekehrt.
Mit der Wahl der Motive wolle das Festival in turbulenten Zeiten, die „Freiheit fördern“ und nicht für Stillstand stehen, „Körper, Herzen und Seelen näher zusammenbringen“ und den „Wirbelwind des Leben“ feiern. Auch sei es eine Würdigung der beiden verstorbenen Schauspieler Aimée (Darstellerpreis für Der Sprung ins Leere, 1980) und Trintignant (Darstellerpreis für Z, 1969), die im Verlauf ihrer Karriere in Cannes für andere Filme ausgezeichnet wurden.

## Offizielle Auswahl

### Internationaler Wettbewerb

#### Wettbewerbsjury

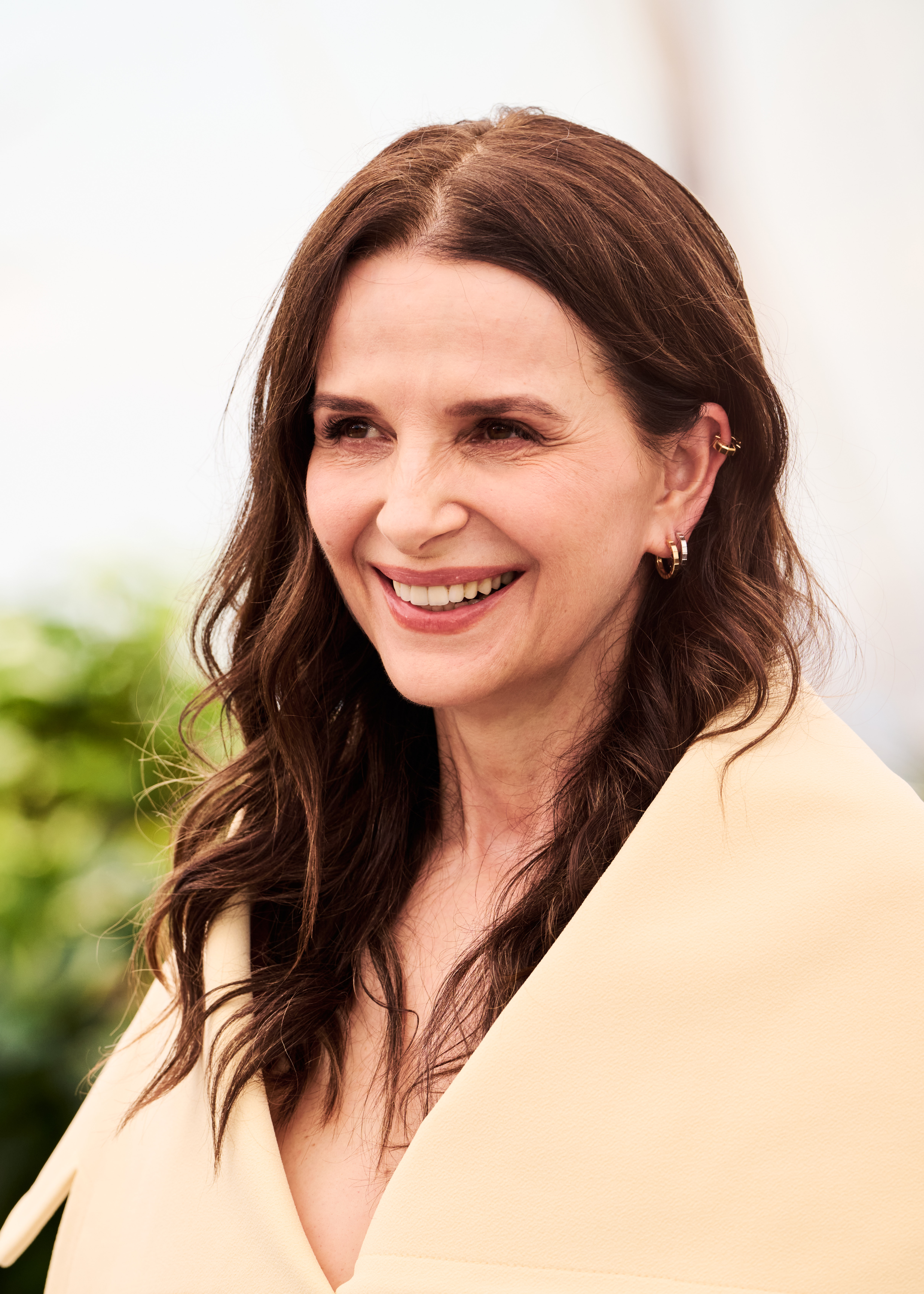
Jurypräsidentin Juliette Binoche während des Festivals

Für das Amt der Jurypräsidentin für den Internationalen Wettbewerb, in dem unter anderem die Goldene Palme für den besten Film des Festivals vergeben wird, wurde die französische Schauspielerin Juliette Binoche ausgewählt. Sie hatte 40 Jahre zuvor mit André Téchinés Wettbewerbsbeitrag Rendez-Vous (1985) erstmals an den Filmfestspielen teilgenommen. Es folgten bis 2023 neun weitere Filme mit ihr, die ins offizielle Programm von Cannes aufgenommen wurden, darunter Abbas Kiarostamis Die Liebesfälscher (2010), der ihr den Darstellerpreis einbrachte. Binoche folgt auf die US-amerikanische Schauspielerin Greta Gerwig, die im Vorjahr die Wettbewerbsjury leitete. Es ist gleichzeitig das zweite Mal in der Geschichte des Festivals, dass in zwei aufeinanderfolgenden Jahren Frauen als Jurypräsidentinnen bestimmt wurden. Dies war zuletzt 1965/1966 mit den Schauspielerinnen Olivia de Havilland und Sophia Loren der Fall. Im Jahr 2019 hatte Binoche bereits der Berlinale-Jury vorgestanden.
Binoche führte den Vorsitz einer mehrheitlich mit Frauen besetzten Jury:
- Halle Berry, US-amerikanische Schauspielerin und Filmemacherin
- Dieudo Hamadi, kongolesischer Regisseur und Filmproduzent
- Hong Sang-soo, südkoreanischer Regisseur und Drehbuchautor (viermaliger Teilnehmer am Hauptwettbewerb, Hauptpreis der Sektion Un Certain Regard 2010)
- Payal Kapadia, indische Regisseurin und Drehbuchautorin (Gewinnerin des Großen Preises der Jury 2024)
- Alba Rohrwacher, italienische Schauspielerin
- Carlos Reygadas, mexikanischer Regisseur, Drehbuchautor und Filmproduzent (Regiepreis 2012, Preis der Jury 2007)
- Leïla Slimani, französisch-marokkanische Schriftstellerin und Journalistin
- Jeremy Strong, US-amerikanischer Schauspieler

#### Langfilme
Insgesamt wurden 22 Filmproduktionen in den Wettbewerb um die Goldene Palme aufgenommen, darunter mit Jean-Pierre und Luc Dardenne (1999 und 2005) und Julia Ducournau (2021) neue Regiearbeiten früherer Wettbewerbssieger. Sieben Filmemacherinnen erhielten Einladungen, damit wurde die Rekordmarke aus dem Jahr 2023 erreicht. Unter ihnen war auch die deutsche Regisseurin Mascha Schilinski sowie der in Deutschland lebende Ukrainer Sergei Loznitsa. Davor hatten zuletzt mit Wim Wenders (2023) und Maren Ade (2016) deutsche Filmemacher um den Hauptpreis konkurriert. Die Beiträge von Bi Gan, Lynne Ramsay und Saeed Roustaee wurden nachgereicht.
| Film                                                                   | Regie                        | Land (gemäß Festivalangaben)                                      | Darsteller (Auswahl) / Anmerkung                                                                                                 |
| ---------------------------------------------------------------------- | ---------------------------- | ----------------------------------------------------------------- | --- |
| Alpha                                                                  | Julia Ducournau              | Frankreich, Belgien                                               | Golshifteh Farahani, Tahar Rahim, Mélissa Boros, Emma Mackey, Finnegan Oldfield                                                  |
| Die, My Love                                                           | Lynne Ramsay                 | Kanada                                                            | Jennifer Lawrence, Robert Pattinson, LaKeith Stanfield, Sissy Spacek, Nick Nolte                                                 |
| Dossier 137 (Case 137)                                                 | Dominik Moll                 | Frankreich                                                        | Léa Drucker, Yoann Blanc, Guslagie Malanda, Stanislas Merhar                                                                     |
| Eagles of the Republic (Les aigles de la République)                   | Tarik Saleh                  | Schweden, Frankreich, Dänemark, Deutschland                       | Fares Fares, Lyna Khoudri, Amr Waked, Zineb Triki, Husam Chadat, Sherwan Haji                                                    |
| Eddington                                                              | Ari Aster                    | USA                                                               | Joaquin Phoenix, Pedro Pascal, Emma Stone, Austin Butler                                                                         |
| Fuori                                                                  | Mario Martone                | Italien, Frankreich                                               | Valeria Golino, Matilda De Angelis, Elodie                                                                                       |
| The History of Sound                                                   | Oliver Hermanus              | USA                                                               | Josh O’Connor, Paul Mescal, Chris Cooper                                                                                         |
| In die Sonne schauen (Sound of Falling)                                | Mascha Schilinski            | Deutschland                                                       | Hanna Heckt, Lena Urzendowsky, Laeni Geiseler, Susanne Wuest, Luise Heyer, Lea Drinda                                            |
| It Was Just an Accident (یک تصادف ساده / Un simple accident)           | Jafar Panahi                 | Iran, Frankreich, Luxemburg                                       | Vahid Mobasseri, Mariam Afshari, Ebrahim Azizi, Hadis Pakbaten, Majid Panahi, Mohamad Ali Elyasmehr                              |
| Jeunes mères (Young Mothers)                                           | Jean-Pierre und Luc Dardenne | Belgien, Frankreich                                               | Babette Verbeek, Elsa Houben, Janaina Halloy Fokan, Lucie Laruelle, Samia Hilmi                                                  |
| Die jüngste Tochter (La petite dernière)                               | Hafsia Herzi                 | Frankreich, Deutschland                                           | Nadia Melliti, Park Min-ji |
| The Mastermind                                                         | Kelly Reichardt              | USA                                                               | Josh O’Connor, Alana Haim, Hope Davis, John Magaro, Gaby Hoffmann                                                                |
| Nouvelle Vague (New Wave)                                              | Richard Linklater            | Frankreich                                                        | Guillaume Marbeck, Zoey Deutch, Aubry Dullin                                                                                     |
| Der phönizische Meisterstreich (The Phoenician Scheme)                 | Wes Anderson                 | Deutschland                                                       | Benicio del Toro, Mia Threapleton, Michael Cera, Scarlett Johansson, Tom Hanks, Bill Murray, Benedict Cumberbatch, Rupert Friend |
| Renoir (ルノワール)                                                    | Chie Hayakawa                | Japan, Frankreich, Singapur, Philippinen, Indonesien              | Yui Suzuki, Lily Franky, Hikari Ishida                                                                                           |
| Resurrection (狂野时代 Kuang ye shi dai)                               | Bi Gan                       | VR China, Frankreich                                              | Shu Qi, Jackson Yee |
| Romería (Romeria)                                                      | Carla Simón                  | Spanien, Deutschland                                              | Llúcia Garcia, Mitch Martín, Tristán Ulloa                                                                                       |
| The Secret Agent (O Agente Secreto / L’agent secret)                   | Kleber Mendonça Filho        | Brasilien, Frankreich, Niederlande, Deutschland                   | Wagner Moura, Udo Kier |
| Sentimental Value (Affeksjonsverdi / Valeur sentimentale)              | Joachim Trier                | Norwegen, Frankreich, Dänemark, Deutschland                       | Renate Reinsve, Inga Ibsdotter Lilleaas, Stellan Skarsgård                                                                       |
| Sirāt                                                                  | Óliver Laxe                  | Frankreich, Spanien                                               | Sergi López, Bruno Núñez |
| Woman and Child (زن و بچه)                                             | Saeed Roustaee               | Iran, Frankreich                                                  | Parinaz Izadyar, Payman Maadi |
| Zwei Staatsanwälte (Два прокурора) (Two Prosecutors / Deux procureurs) | Sergei Loznitsa              | Frankreich, Deutschland, Niederlande, Lettland, Rumänien, Litauen | Alexander Kusnezow, Anatoli Bely, Andris Keišs                                                                                   |

### Un Certain Regard
In der Reihe Un Certain Regard („Ein gewisser Blick“) werden vornehmlich Werke von weniger bekannten Filmemachern gezeigt. 20 Langfilme wurden in die Sektion aufgenommen, darunter 9 Regiedebüts. Als Hauptpreis wird von einer Jury der Prix Un Certain Regard verliehen. Die Beiträge von Anna Cazenave Cambet, Simón Mesa Soto, Pedro Pinho und Kristen Stewart wurden nachgereicht.
Als Vorsitzende der Jury wurde die britische Regisseurin, Drehbuchautorin und Kamerafrau Molly Manning Walker (Prix Un Certain Regard 2023) ausgewählt. Sie stand folgender Jury vor:
- Louise Courvoisier, franko-schweizerische Regisseurin und Drehbuchautorin (Teilnehmerin an der Sektion 2024)
- Vanja Kaludjercic, Leiterin des Filmfestivals Rotterdam aus Kroatien
- Roberto Minervini, italienischer Regisseur, Filmproduzent und Drehbuchautor (Regiepreis der Sektion 2024)
- Nahuel Pérez Biscayart, argentinischer Schauspieler

Der Hauptpreis ging an La misteriosa mirada del flamenco des chilenischen Regisseurs Diego Céspedes.
| Film | Regie                                 | Land (gemäß Festivalangaben)                                            | Darsteller (Auswahl) / Anmerkung                                                                                  |
| --- | ------------------------------------- | ----------------------------------------------------------------------- | --- |
| Aisha Can’t Fly Away Away (عائشة لم تعد قادرة على الطيران)                                                     | Morad Mostafa                         | Ägypten, Sudan, Tunesien, Saudi-Arabien, Qatar, Frankreich, Deutschland | Buliana Simona, Ziad Zaza, Mamdouh Saleh                                                                          |
| The Chronology of Water                                                                                        | Kristen Stewart                       | Frankreich, Lettland, USA                                               | Imogen Poots, James Belushi, Thora Birch                                                                          |
| Le città di pianura (The Last One for the Road / Un dernier pour la route)                                     | Francesco Sossai                      | Italien, Deutschland                                                    | Filippo Scotti, Sergio Romano, Pierpaolo Capovilla, Roberto Citran, Andrea Pennacchi                              |
| Eleanor the Great                                                                                              | Scarlett Johansson                    | USA                                                                     | June Squibb, Chiwetel Ejiofor, Erin Kellyman, Jessica Hecht                                                       |
| Homebound | Neeraj Ghaywan                        | Indien                                                                  | Ishaan Khatter, Vishal Jethwa, Janhvi Kapoor                                                                      |
| L’inconnu de la Grande Arche (The Great Arch)                                                                  | Stéphane Demoustier                   | Frankreich, Dänemark                                                    | Claes Bang, Sidse Babett Knudsen, Xavier Dolan, Swann Arlaud, Michel Fau                                          |
| Karavan (Caravan)                                                                                              | Zuzana Kirchnerová                    | Tschechien, Slowakei, Italien                                           | Jana Plodková, Giandomenico Cupaiuolo, Anna Geislerová, David Vodstrčil, Juliána Brutovská                        |
| Love Me Tender                                                                                                 | Anna Cazenave Cambet                  | Frankreich                                                              | Vicky Krieps, Monia Chokri, Antoine Reinartz                                                                      |
| Météors (Meteors)                                                                                              | Hubert Charuel                        | Frankreich                                                              | Paul Kircher, Idir Azougli, Salif Cissé                                                                           |
| La misteriosa mirada del flamenco (The Mysterious Gaze of the Flamingo / Le mystérieux regard du flamant rose) | Diego Céspedes                        | Chile, Frankreich, Deutschland, Spanien, Belgien                        | Tamara Cortés, Matías Catalán, Paula Dinamarca                                                                    |
| My Father’s Shadow                                                                                             | Akinola Davies jr.                    | Vereinigtes Königreich, Nigeria                                         | Sope Dirisu, Godwin Egbo, Chibuike Marvelous Egbo                                                                 |
| Once Upon a Time in Gaza                                                                                       | Tarzan und Arab Nasser                | Frankreich, Palästina, Deutschland, Portugal                            | Nader Abd Alhay, Majd Eid, Issaq Elias, Ramzi Maqdisi                                                             |
| Pillion | Harry Lighton                         | Vereinigtes Königreich                                                  | Alexander Skarsgård, Harry Melling                                                                                |
| The Plague | Charlie Polinger                      | Rumänien, USA                                                           | Joel Edgerton, Everett Blunck, Kayo Martin, Kenny Rasmussen                                                       |
| Un poeta (A Poet)                                                                                              | Simón Mesa Soto                       | Kolumbien, Deutschland, Schweden                                        | Ubeimar Rios, Rebeca Andrade, Guillermo Cardona                                                                   |
| Promis le ciel (Promised Sky)                                                                                  | Erige Sehiri                          | Frankreich, Tunesien, Qatar                                             | Aïssa Maïga, Laetitia Ky, Deborah Christelle Lobe Naney                                                           |
| O riso e a faca (I Only Rest in the Storm)                                                                     | Pedro Pinho                           | Portugal, Frankreich, Brasilien, Rumänien                               | Jonathan Guilherme, Sérgio Coragem, Cleo Diára                                                                    |
| A Pale View of Hills (遠い山なみの光 / Toi Yamanamino Hikar)                                                   | Kei Ishikawa                          | Japan, Vereinigtes Königreich, Polen                                    | Suzu Hirose, Fumi Nikaidō, Camilla Aiko, Yō Yoshida, Kôhei Matsushita, Tomokazu Miura                             |
| Testa o croce? (Heads or Tails? / Pile ou face?)                                                               | Alessio Zoppis, Alessio Rigo de Righi | Italien, USA                                                            | Nadia Tereszkiewicz, Alessandro Borghi, John C. Reilly, Peter Lanzani, Mirko Artuso, Gabriele Silli, Gianni Garko |
| Urchin | Harris Dickinson                      | Vereinigtes Königreich                                                  | Frank Dillane, Megan Northam, Amr Waked, Shonagh Marie, Karyna Khymchuk                                           |

### Kurzfilmwettbewerb
Aus 4781 Einreichungen wurden 11 Kurzfilme ausgewählt, darunter zwei Animationsfilme.

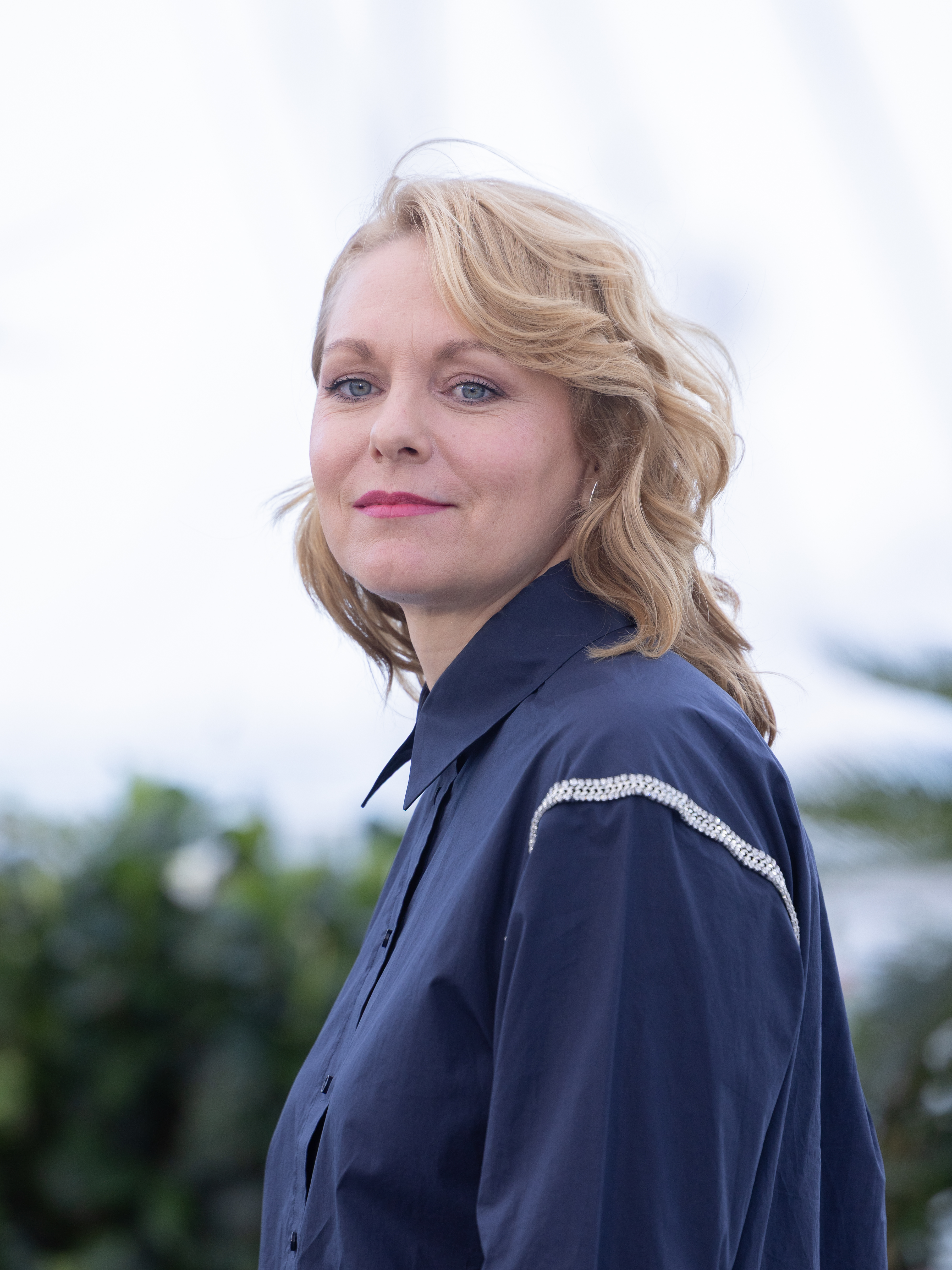
Vorsitzende der Jury: Maren Ade während des Festivals

Als Jurypräsidentin für den Kurzfilmwettbewerb, in dem ebenfalls als Hauptpreis eine Goldene Palme vergeben wird, wurde Maren Ade (Teilnahme am Spielfilmwettbewerb 2016) ausgewählt. Die deutsche Regisseurin, Drehbuchautorin und Filmproduzentin stand folgender Jury vor:
- Reinaldo Marcus Green, US-amerikanischer Regisseur, Drehbuchautor und Produzent
- Camélia Jordana, französische Schauspielerin, Sängerin und Songwriterin
- José Maria Prado Garcia, spanischer Produzent, Fotograf und ehemaliger Leiter der Filmoteca Española
- Nebojša Slijepčević, kroatischer Regisseur und Drehbuchautor (Goldene Palme – Bester Kurzfilm 2024)

Die Jury zeichnete I’m Glad You’re Dead Now des palästinensischen Schauspielers und Regisseurs Tawfeek Barhom mit der Goldenen Palme aus. Auch die Preisträger der Kurzfilm-Sektion La Cinef wurden von ihr bestimmt.
| Film                                                       | Regie                                | Land                                | Länge (in min) |
| ---------------------------------------------------------- | ------------------------------------ | ----------------------------------- | -------------- |
| Aasvoëls (Vultures)                                        | Dian Weys                            | Frankreich, Südafrika               | 15′            |
| Agapito                                                    | Arvin Belarmino, Kyla Danelle Romero | Philippinen                         | 15′            |
| Ali                                                        | Adnan Al Rajeevo                     | Bangladesch, Philippinen            | 15′            |
| Arguments in Favor of Love (Disputes en Faveur de l’Amour) | Gabriel Abrantes                     | Portugal                            | 09′            |
| Dammen                                                     | Grégoire Graesslin                   | Frankreich                          | 15′            |
| Fille de l’eau                                             | Sandra Desmazières                   | Frankreich                          | 15′            |
| Hypersensitive (Hypersensible)                             | Martine Froissard                    | Kanada                              | 07′            |
| I’m Glad You’re Dead Now                                   | Tawfeek Barhom                       | Palästina, Frankreich, Griechenland | 13′            |
| Nvhai (Lili)                                               | Zhaoguang Luo, Shuhan Liao           | VR China                            | 14′            |
| A solidão dos lagartos (The Loneliness of Lizards)         | Inês Nunes                           | Portugal, Spanien                   | 15′            |
| The Spectacle                                              | Bálint Kenyères                      | Ungarn, Frankreich                  | 15′            |

### La Cinéf
Für die 1998 ins Leben gerufene Reihe La Cinéf (früherer Titel Cinéfondation) werden Kurzfilmarbeiten von Filmstudenten aus der ganzen Welt ausgewählt. In diesem Jahr wurden 2700 Produktionen von Filmhochschulen eingereicht, von denen 16 Werke (13 Real- und 3 Animationsfilme) für das offizielle Programm ausgewählt wurden.
Als Jury fungierte die Kurzfilmjury um Maren Ade. Sie zeichnete den südkoreanischen Beitrag First Summer mit dem Hauptpreis aus.
| Film                                          | Regie                     | Land (Hochschule) (gemäß Festivalangaben)            | Länge (in min) |
| --------------------------------------------- | ------------------------- | ---------------------------------------------------- | -------------- |
| 12 Moments Before the Flag-Raising Ceremony   | Qu Zhizheng               | VR China (Pekinger Filmakademie)                     | 16′            |
| Bimo (The Lightning Rod)                      | Oumnia Hanader            | Frankreich (CinéFabrique)                            | 23′            |
| Le continent somnambule (The Land of Slumber) | Jules Vésigot-Wahl        | Frankreich (La Fémis)                                | 26′            |
| A Doll Made Up of Clay                        | Kokob Gebrehaweria Tesfay | Indien (Satyajit Ray Film & Television Institute)    | 24′            |
| Ether                                         | Vida Skerk                | Vereinigtes Königreich (NFTS)                        | 15′            |
| First Summer                                  | Heo Gayoung               | Südkorea (KAFA)                                      | 30′            |
| Fursecuri si Lapte (Milk and Cookies)         | Andrei Tache-Codreanu     | Rumänien (UNATC „I. L. Caragiale“)                   | 21′            |
| Ginger Boy (Separated)                        | Miki Tanaka               | Japan (ENBU Seminar)                                 | 48′            |
| Måske i Marts (Maybe in March)                | Mikkel Bjørn Kehlert      | Dänemark (Super16)                                   | 24′            |
| Matalapaine (The Lightning Rod)               | Helmi Donner              | Argentinien (Aalto-Universität)                      | 21′            |
| My Grandmother is a Skydiver                  | Polina Piddubna           | Deutschland (Filmuniversität Babelsberg Konrad Wolf) | 13′            |
| O Pássaro de Dentro (The Bird From Within)    | Laura Anahory             | Portugal (Escola das Artes)                          | 5′             |
| Per Bruixa i Metzinera (The Sorceress Echo)   | Marc Camardons            | Spanien (ESCAC)                                      | 24′            |
| Talk Me                                       | Joecar Hanna              | USA (NYU)                                            | 19′            |
| Tres (Three)                                  | Juan Ignacio Ceballos     | Argentinien (UCINE)                                  | 24′            |
| Winter in March                               | Natalia Mirzoyan          | Estland (Estonian Academy of Arts)                   | 16′            |

### Weitere Sektionen und Sonderveranstaltungen (Auswahl)
Folgenden Sektionen stand keine Preis-Jury vor. Außer Konkurrenz wurde der offizielle Eröffnungsfilm des Festivals, Nur für einen Tag, gezeigt. Der Film von Spike Lee wurde nachgereicht. In der Sektion Cannes Premières lief der neueste Film von Fatih Akin, während Kirill Serebrennikow für Das Verschwinden des Josef Mengele mit August Diehl in der Titelrolle eine Einladung erhielt. Die Beiträge von Lise Akoka und Romane Gueret, Ugu Bienvenu, Martin Bourboulon, Vincent Maël Cardona, Ethan Coen, Lav Diaz, Kōji Fukada, Eugene Jarecki, Spike Lee, Hlynur Pálmason, Pierre Richard, Or Sinai, Maïlys Vallade und Liane-Cho wurden nachgereicht.
| Film | Regie                     | Land                                   | Darsteller (Auswahl)                                                                              |
| Außer Konkurrenz                                                                                          | Außer Konkurrenz          | Außer Konkurrenz                       | Außer Konkurrenz                                                                                  |
| --- | ------------------------- | -------------------------------------- | ------------------------------------------------------------------------------------------------- |
| 13 jours 13 nuits (13 Days 13 Nights)                                                                     | Martin Bourboulon         | Frankreich                             | Roschdy Zem, Lyna Khoudri, Sidse Babett Knudsen                                                   |
| La femme la plus riche du monde (The Richest Woman in the World)                                          | Thierry Klifa             | Frankreich, Belgien                    | Isabelle Huppert, Marina Foïs, Laurent Lafitte                                                    |
| Highest 2 Lowest                                                                                          | Spike Lee                 | USA                                    | Denzel Washington, Ilfenesh Hadera, Jeffrey Wright                                                |
| Mission: Impossible – The Final Reckoning                                                                 | Christopher McQuarrie     | USA                                    | Tom Cruise, Hayley Atwell, Ving Rhames, Simon Pegg                                                |
| Nur für einen Tag (Eröffnungsfilm)                                                                        | Amélie Bonnin             | Frankreich                             | Juliette Armanet, Bastien Bouillon, François Rollin                                               |
| La venue de l’avenir (Colours of Time)                                                                    | Cédric Klapisch           | Frankreich                             | Suzanne Lindon, Abraham Wepler, Vincent Macaigne, Julia Piaton                                    |
| Vie privée                                                                                                | Rebecca Zlotowski         | Frankreich                             | Jodie Foster, Daniel Auteuil, Virginie Efira                                                      |
| Cannes Premières                                                                                          |                           |                                        |                                                                                                   |
| Amrum | Fatih Akin                | Deutschland                            | Jasper Billerbeck, Laura Tonke, Lisa Hagmeister, Diane Kruger, Detlev Buck, Matthias Schweighöfer |
| Connemara                                                                                                 | Alex Lutz                 | Frankreich                             | Mélanie Thierry, Bastien Bouillon, Jacques Gamblin                                                |
| Love on Trial (Renai saiban)                                                                              | Kōji Fukada               | Japan                                  | Yuki Kura, Erika Karata, Kenjiro Tsada, Kyōko Saitō                                               |
| The Love That Remains (Ástin sem eftir er)                                                                | Hlynur Pálmason           | Island, Dänemark, Schweden, Frankreich | Sverrir Gudnason, Saga Garðarsdóttir, Ingvar Sigurdsson                                           |
| Ma frère                                                                                                  | Lise Akoka, Romane Gueret | Frankreich                             | Shirel Nataf, Fanta Kebe, Zakaria-Tayeb Lazab                                                     |
| Magellan (Magalhães)                                                                                      | Lav Diaz                  | Portugal                               | Gael García Bernal                                                                                |
| La ola (The Wave / La vague)                                                                              | Sebastián Lelio           | Chile                                  | Daniela López, Lola Bravo, Avril Aurora, Paulina Cortés                                           |
| Orwell: 2+2=5                                                                                             | Raoul Peck                | USA                                    | Dokumentarfilm über George Orwell                                                                 |
| Splitsville                                                                                               | Michael Angelo Covino     | USA                                    | Michael Angelo Covino, Dakota Johnson, Adria Arjona, Kyle Marvin, Nicholas Braun                  |
| Das Verschwinden des Josef Mengele (The Disappearance of Josef Mengele / La Disparition de Josef Mengele) | Kirill Serebrennikow      | Deutschland, Frankreich                | August Diehl, Max Bretschneider, Dana Herfurth, Friederike Becht                                  |
| Mitternachtsaufführungen (Séances de minuit)                                                              |                           |                                        |                                                                                                   |
| Dalloway (The Residence)                                                                                  | Yann Gozlan               | Frankreich                             | Cécile de France, Lars Mikkelsen, Anna Mouglalis                                                  |
| Exit 8 (8番出口)                                                                                          | Genki Kawamura            | Japan                                  | Kazunari Ninomiya                                                                                 |
| Honey Don’t!                                                                                              | Ethan Coen                | USA, Vereinigtes Königreich            | Margaret Qualley, Aubrey Plaza, Chris Evans                                                       |
| Le roi soleil                                                                                             | Vincent Maël Cardona      | Frankreich                             | Pio Marmaï, Lucie Zhang, Sofiane Zermani                                                          |
| Sons of the Neon Night (風林火山 Fung lam fo saan)                                                        | Juno Mak                  | VR China, Hongkong                     | Takeshi Kaneshiro, Louis Koo, Tony Leung Ka Fai                                                   |
| Sonderaufführungen (Séances spéciales)                                                                    |                           |                                        |                                                                                                   |
| Amélie et la métaphysique des tubes (Little Amelie)                                                       | Maïlys Vallade, Liane-Cho | Frankreich                             | Zeichentrickfilm                                                                                  |
| Arco | Ugo Bienvenu              | Frankreich                             | Zeichentrickfilm                                                                                  |
| Bono: Stories of Surrender                                                                                | Andrew Dominik            | USA, Italien, Irland                   | Dokumentarfilm über den Musiker Bono                                                              |
| Dites-lui que je l’aime (Tell Her I Love Her)                                                             | Romane Bohringer          | Frankreich                             | Romane Bohringer, Clémentine Autain, Eva Yelmani                                                  |
| Qui brille au combat (The Wonderers)                                                                      | Joséphine Japy            | Frankreich                             | Mélanie Laurent, Angelina Woreth, Pierre-Yves Cardinal, Sarah Pachoud, Félix Kysyl                |
| Mama | Or Sinai                  | Israel, Polen, Irland                  | Evgenia Dodina, Arkadiusz Jakubik, Kasia Katarzyna Lubik, Dominika Bednarczyk, Martin Obgu        |
| Marcel et Monsieur Pagnol (A Magnificent Life)                                                            | Sylvain Chomet            | Frankreich, Luxemburg, Belgien         | Zeichentrickfilm                                                                                  |
| The Six Billion Dollar Man                                                                                | Eugene Jarecki            | USA, Deutschland, Frankreich           | Dokumentarfilm über Julian Assange                                                                |
| Hommage an Pierre Richard                                                                                 |                           |                                        |                                                                                                   |
| L’homme qui a vu l’ours qui a vu l’homme                                                                  | Pierre Richard            | Frankreich                             | Pierre Richard, Timi-Joy Marbot, Gustave Kervern, Louis-Do de Lencquesaing                        |

## Unabhängige Nebenreihen

### Semaine de la critique

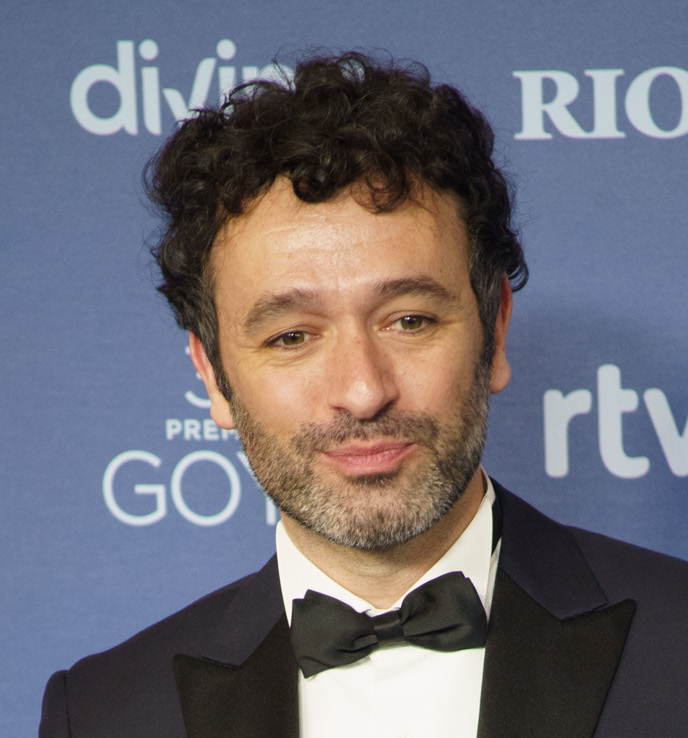
Jurypräsident Rodrigo Sorogoyen (2023)

Parallel zur Vergabe der Goldenen Palme widmet sich die seit 1962 bestehende Nebensektion Semaine de la critique (14. bis 22. Mai 2025) der Entdeckung neuer Talente. Ausgerichtet vom Syndicat français de la critique de cinéma im Tagungs- und Kongresszentrum Espace Miramar in Cannes konkurrieren ausschließlich Erstlingsfilme oder Zweitwerke junger Regisseure. Die Auswahl umfasst Kurz- und Spielfilme von internationalen Autorenfilmern. Als Hauptpreis wurde von einer internationalen Jury bestehend aus dem spanischen Filmemacher Rodrigo Sorogoyen, dem marokkanischen Journalisten Jihane Bougrine, der franko-kanadischen Kamerafrau Josée Deshaies, der indonesischen Produzentin Yulia Evina Bhara und dem britischen Schauspieler Daniel Kaluuya der Grand Prix AMI Paris unter sieben im Wettbewerb befindlichen Spielfilmen vergeben. Der Preis wurde vom Bekleidungsunternehmen AMI gestiftet, das 2025 zum Hauptsponsor der Filmreihe wurde.
Das offizielle Festivalplakat zierte ein Standbild aus Alexis Langlois’ Spielfilm Queens of Drama, der bei der Auflage im letzten Jahr gezeigt wurde.
Das Spielfilmprogramm wurde am 14. April 2025 bekanntgegeben. Als Eröffnungsfilm wurde L’intérêt d’Adam von Laura Wandel ausgewählt.
| Film                                                | Regie                      | Land                                            | Darsteller (Auswahl) |
| Wettbewerb                                          | Wettbewerb                 | Wettbewerb                                      | Wettbewerb |
| --------------------------------------------------- | -------------------------- | ----------------------------------------------- | --- |
| Ciudad Sin Sueño (Sleepless City)                   | Guillermo Galoe            | Spanien, Frankreich                             | Fernández Gabarre, Bilal Sedraoui, Fernández Silva |
| Imago                                               | Déni Oumar Pitsaev         | Frankreich, Belgien                             | Dokumentarfilm |
| Kika                                                | Alexe Poukine              | Belgien, Frankreich                             | Manon Clavel |
| Left-Handed Girl                                    | Shih-Ching Tsou            | Taiwan, Frankreich, USA, Vereinigtes Königreich | Janel Tsai, Shih-Yuan Ma, Nina Ye, Brando Huang, Akio Chen, Xin-Yan Chao |
| Nino                                                | Pauline Loquès             | Frankreich                                      | Théodore Pellerin, William Lebghil, Salomé Dewaels, Jeanne Balibar |
| Pee Chai Dai Ka (A Useful Ghost / Un fantôme utile) | Ratchapoom Boonbunchachoke | Thailand, Frankreich, Singapur, Deutschland     | Davika Hoorne, Witsarut Himmarat, Apasiri Nitibhon, Wanlop Rungkumjud, Wisarut Homhuan |
| Rietland (Reedland)                                 | Sven Bresser               | Niederlande, Belgien                            | Gerrit Knobbe, Loïs Reinders |
| Außer Konkurrenz                                    |                            |                                                 | |
| L’intérêt d’Adam (Eröffnungsfilm) (Adam’s Sake)     | Laura Wandel               | Belgien, Frankreich                             | Léa Drucker, Anamaria Vartolomei |
| Baise-en-ville                                      | Martin Jauvat              | Frankreich                                      | Martin Jauvat, Emmanuelle Bercot, William Lebghil, Sébastien Chassagne, Anaïde Rozam, Michel Hazanavicius, Mahaut Adam, Annabelle Lengronne, Eva Huault, Aurélien Bellanger, Géraldine Pailhas |
| Des preuves d’amour (Love Letters)                  | Alice Douard               | Frankreich                                      | Ella Rumpf, Monia Chokri, Noémie Lvovsky |
| Planètes (Abschlussfilm) (Dandelion’s Odyssey)      | Momoko Seto                | Frankreich, Belgien                             | Animationsfilm |

### Quinzaine des cinéastes

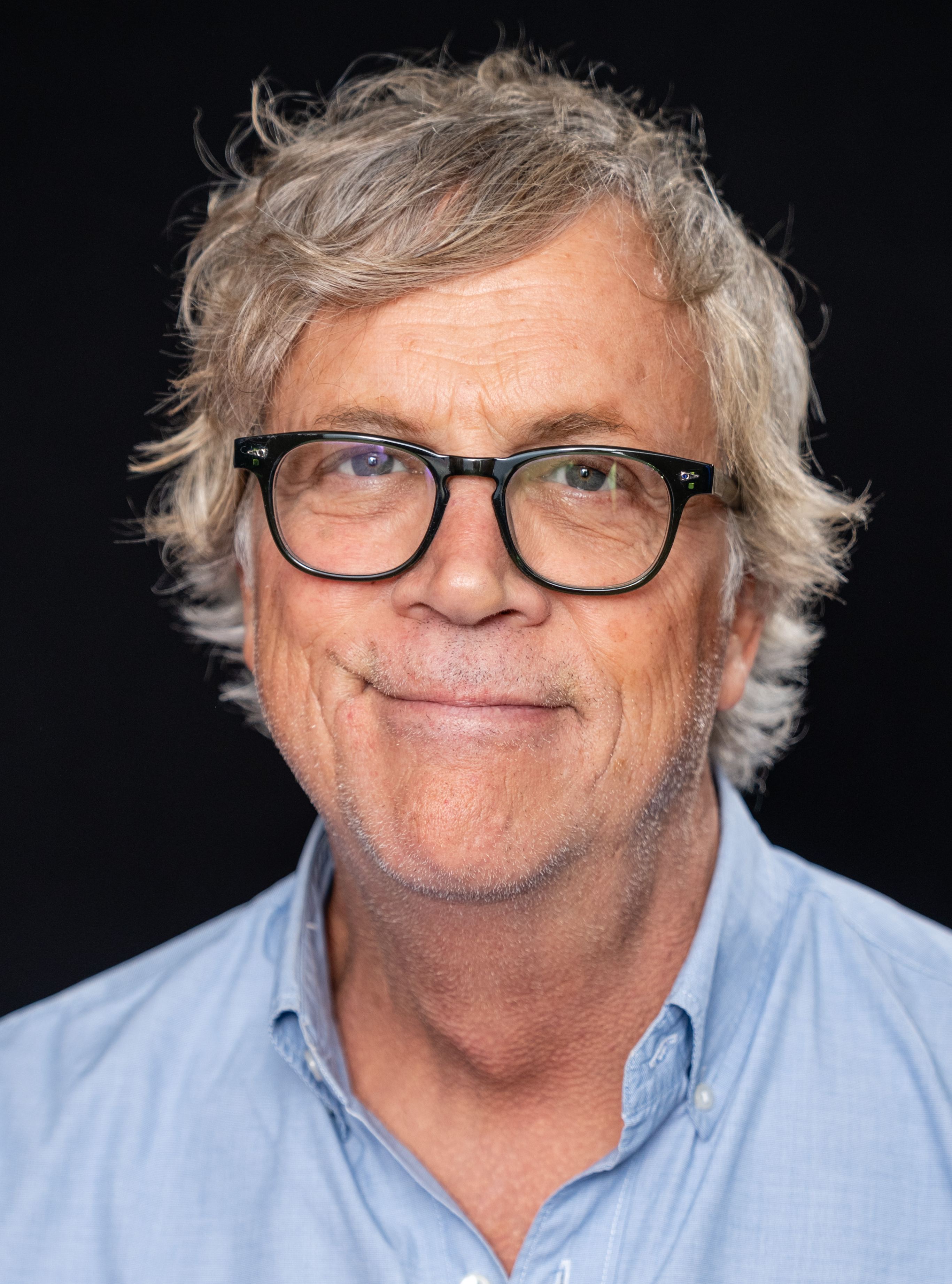
Todd Haynes (2023), erhält den diesjährigen Carrosse d’Or

Die Nebenreihe Quinzaine des cinéastes, bis 2022 Quinzaine des réalisateurs, wurde 1969 in Anlehnung an die ein Jahr zuvor stattgefundenen Mai-Unruhen vom französischen Regieverband Société des Réalisateurs de Films (SRF) ins Leben gerufen. Gezeigt werden französische und ausländische Kurz-, Mittel- und Langfilme. Seit 2024 wird ein Publikumspreis verliehen. Einen Ehrenpreis von der SRF, den Carrosse d’Or, wurde 2025 dem US-amerikanischen Filmemacher Todd Haynes zuerkannt.
Als offizielles Festivalplakat wurde ein „poppiges“ Gemälde des US-amerikanischen Filmemachers Harmony Korine ausgewählt, das Figuren namens „Twitchys“ präsentiert. Die Ästhetik orientiert sich an Videospielen und präsentiert „eine Fülle von digitalen Formen und Farben“.
Präsentiert werden 19 Langfilme und 10 Kurzfilme. Als Eröffnungsfilm der Quinzaine des cinéastes wurde Enzo von Robin Campillo ausgewählt, als Abschlussfilm die beim Sundance Film Festival preisgekrönte Tragikomödie Sorry, Baby von Eva Victor. In die Auswahl gelangte der deutsche Beitrag Miroirs No. 3 von Christian Petzold, der damit das erste Mal mit einem Werk in Cannes vertreten ist. Insgesamt erhielt das Auswahlkomitee rund 1600 Spielfilme zugesandt. Der Beitrag Yes von Nadav Lapid wurde nachgereicht.
| Film                                                              | Regie                                           | Land                                    | Darsteller (Auswahl)                                                        |
| ----------------------------------------------------------------- | ----------------------------------------------- | --------------------------------------- | --------------------------------------------------------------------------- |
| Enzo (Eröffnungsfilm)                                             | Robin Campillo                                  | Frankreich, Italien, Belgien            | Eloy Pohu, Pierfrancesco Favino, Élodie Bouchez, Maksym Slivinsky           |
| Amour Apocalypse (Peak Everything)                                | Anne Émond                                      | Kanada                                  | Patrick Hivon, Piper Perabo, Connor Jessup, Gilles Renaud                   |
| Brand New Landscape (見はらし世代)                                | Yuiga Danzuka                                   | Japan                                   | Kurosaki Kodai, Kenichi Endō                                                |
| Classe moyenne (The Party’s Over!)                                | Antony Cordier                                  | Frankreich                              | Laurent Lafitte, Élodie Bouchez, Ramzy Bedia, Laure Calamy                  |
| Dangerous Animals                                                 | Sean Byrne                                      | Australien                              | Hassie Harrison, Jai Courtney, Josh Heuston, Ella Newton                    |
| La danse des renards (Wild Foxes)                                 | Valéry Carnoy                                   | Belgien, Frankreich                     | Samuel Kircher, Yoann Blanc, Faycal Anaflous                                |
| L’engloutie (The Girl in the Snow)                                | Louise Hémon                                    | Belgien, Frankreich                     | Galatéa Bellugi, Matthieu Lucci, Samuel Kircher                             |
| Les filles désir (The Girls We Want)                              | Prïncia Car                                     | Frankreich                              | Housam Mohamed, Leia Haichour, Lou Anna Hamon                               |
| Girl On Edge (花漾少女杀人事件 Hua yang shao nv sha ren shi jian) | Jinghao Zhou                                    | VR China                                | Zhang Zifeng, Ma Yili, Ding Xiangyuan                                       |
| Indomptables                                                      | Thomas Ngijol                                   | Frankreich                              | Thomas Ngijol                                                               |
| Kokuho                                                            | Lee Sang-il                                     | Japan                                   | Ryō Yoshizawa, Ryūsei Yokohama, Mitsuki Takahata                            |
| Lucky Lu                                                          | Lloyd Lee Choi                                  | USA, Kanada                             | Alex Veadov, Fala Chen, Perry Yung                                          |
| Militantropos                                                     | Yelizaveta Smith, Alina Gorlova, Simon Mozgovyi | Ukraine, Österreich, Frankreich         | Dokumentarfilm                                                              |
| Miroirs No. 3 (Mirrors No. 3)                                     | Christian Petzold                               | Deutschland                             | Paula Beer, Barbara Auer, Matthias Brandt                                   |
| La mort n’existe past (Death Does Not Exist)                      | Félix Dufour-Laperrière                         | Kanada, Frankreich                      | Animationsfilm                                                              |
| The President’s Cake (Mamlaket al-Qasab)                          | Hasan Hadi                                      | Irak, USA, Qatar                        | Banin Ahmad Nayef, Sajad Mohamad Qasem, Waheed Thabet Khreibat, Rahim AlHaj |
| Que ma volonté soit faite (Her Will Be Done)                      | Julia Kowalski                                  | Frankreich, Polen                       | Maria Wróbel, Roxane Mesquida, Wojciech Skibinski                           |
| Yes (כן! / Ken)                                                   | Nadav Lapid                                     | Frankreich, Israel, Zypern, Deutschland | Ariel Bronze, Efrat Dor, Naama Price, Alexei Serebrjakow, Sharon Alexander  |
| Sorry, Baby (Abschlussfilm)                                       | Eva Victor                                      | USA                                     | Eva Victor, Naomi Ackie, Lucas Hedges, John Carroll Lynch, Louis Cancelmi   |

Kurzfilme
| Film                                   | Regie                | Land                                                                       | Länge (in min) |
| -------------------------------------- | -------------------- | -------------------------------------------------------------------------- | -------------- |
| +10K                                   | Gala Hernández López | Frankreich, Spanien                                                        | 33′            |
| Before the Sea Forgets                 | Ngọc Duy Lê          | Singapur                                                                   | 10′            |
| The Body                               | Louris van de Geer   | Australien                                                                 | 12′            |
| Bread Will Walk (Le pain se lève)      | Alex Boya            | Kanada                                                                     | 11′            |
| Cœur bleu (Blue Heart)                 | Samuel Suffren       | Haiti, Frankreich                                                          | 15′            |
| Karmash (کرمش)                         | Aleem Bukhari        | Pakistan                                                                   | 15′            |
| Loynes                                 | Dorian Jespers       | Belgien, Frankreich, Nordmazedonien, Vereinigtes Königreich und Nordirland | 25′            |
| La mort du poisson (Death of the Fish) | Eva Lusbaronian      | Frankreich                                                                 | 14′            |
| Nervous Energy                         | Eve Liu              | USA                                                                        | 15′            |
| When the Geese Flew                    | Arthur Gay           | Neuseeland                                                                 | 19′            |

## Auszeichnungen

### Wettbewerb – Bester Spielfilm
Die Preisverleihung fand am letzten Festivaltag statt:
| Kategorie                   | Film                    | Preisträger                  | Bild                                                                      |
| --------------------------- | ----------------------- | ---------------------------- | ------------------------------------------------------------------------- |
| Goldene Palme – Bester Film | It Was Just an Accident | Jafar Panahi                 | Jafar Panahi beim Filmfestival von Cannes (2025)                          |
| Großer Preis der Jury       | Sentimental Value       | Joachim Trier                | Joachim Trier mit seiner gewonnenen Auszeichnung in Cannes (2025)         |
| Preis der Jury              | Sirāt                   | Óliver Laxe                  | Óliver Laxe in Cannes (2025)                                              |
| Preis der Jury              | In die Sonne schauen    | Mascha Schilinski            | Mascha Schilinski beim Filmfestival von Cannes (2025)                     |
| Beste Regie                 | The Secret Agent        | Kleber Mendonça Filho        | Kleber Mendonça Filho mit seiner gewonnenen Auszeichnung in Cannes (2025) |
| Bestes Drehbuch             | Jeunes mères            | Jean-Pierre und Luc Dardenne | Die Dardenne-Brüder nach der Preisverleihung (2025)                       |
| Bester Darsteller           | The Secret Agent        | Wagner Moura                 | Wagner Moura (2019)                                                       |
| Beste Darstellerin          | Die jüngste Tochter     | Nadia Melliti                | Nadia Melliti beim Filmfestival von Cannes (2025)                         |
| Sonderpreis                 | Resurrection            | Bi Gan                       | Bi Gan beim Filmfestival von Cannes (2025)                                |

### Wettbewerb – Bester Kurzfilm
- Goldene Palme – Bester Kurzfilm:  I’m Glad You’re Dead Now – Regie: Tawfeek Barhom
- Lobende Erwähnung: Ali – Regie: Adnan Al Rajeevo

### Un Certain Regard
- Bester Film: La misteriosa mirada del flamenco – Regie: Diego Céspedes
- Preis der Jury: Un poeta – Regie: Simón Mesa Soto
- Beste Regie: Once Upon a Time in Gaza – Tarzan und Arab Nasser
- Bester Darsteller: Frank Dillane (Urchin)
- Beste Darstellerin: Cleo Diára (O riso e a faca)
- Bestes Drehbuch: Pillion – Harry Lighton

### Weitere Preise
- Caméra d’Or – Bester Debütfilm: The President’s Cake – Regie: Hasan Hadi
- Lobende Erwähnung: My Father’s Shadow – Regie: Akinola Davies jr.
- La Cinef:
  - 1. Platz: First Summer – Regie: Heo Gayoung
  - 2. Platz: 12 Moments Before the Flag-Raising Ceremony – Regie: Qu Zhizheng
  - 3. Platz (ex aequo):
    - Ginger Boy – Regie: Miki Tanaka
    - Winter in March – Regie: Natalia Mirzoyan

### Ehrenpreis
Die Goldene Ehrenpalme (französisch Palme d’or d’honneur) für ein Lebenswerk wurde Robert De Niro zuerkannt. Der US-amerikanische Schauspieler erreichte im Laufe seiner Karriere neun Oscar-Nominierungen und gewann die Trophäe zwei Mal. Hauptrollen bekleidete er unter anderem in den Spielfilmen Taxi Driver (1976) und Mission (1986), die beide mit dem Hauptpreis in Cannes ausgezeichnet wurden. Im Jahr 2011 war er Jurypräsident der 64. Festivalauflage. Zuletzt war er 2023 mit Killers of the Flower Moon in Cannes vertreten gewesen. De Niro wurde die Auszeichnung während der Eröffnungsgala am 13. Mai durch Leonardo DiCaprio überreicht. Am Tag darauf hielt er in Cannes eine Masterclass ab.
Eine weitere Goldene Ehrenpalme wurde Denzel Washington überraschend bei der Uraufführung von Spike Lees Spielfilm Highest 2 Lowest am 19. Mai 2025 zuteil. Der Schauspieler nahm das erste Mal am Festival teil. Das Datum markiert den 36. Jahrestag der Premiere von Spike Lees Erfolgsfilm Do the Right Thing, der während der 42. Auflage des Festivals erstmals gezeigt wurde. Gleichzeitig handelte es sich um den 100. Geburtstag des US-amerikanischen Bürgerrechtlers Malcolm X, dessen Leben der Regisseur 1992 mit Washington verfilmt hatte.

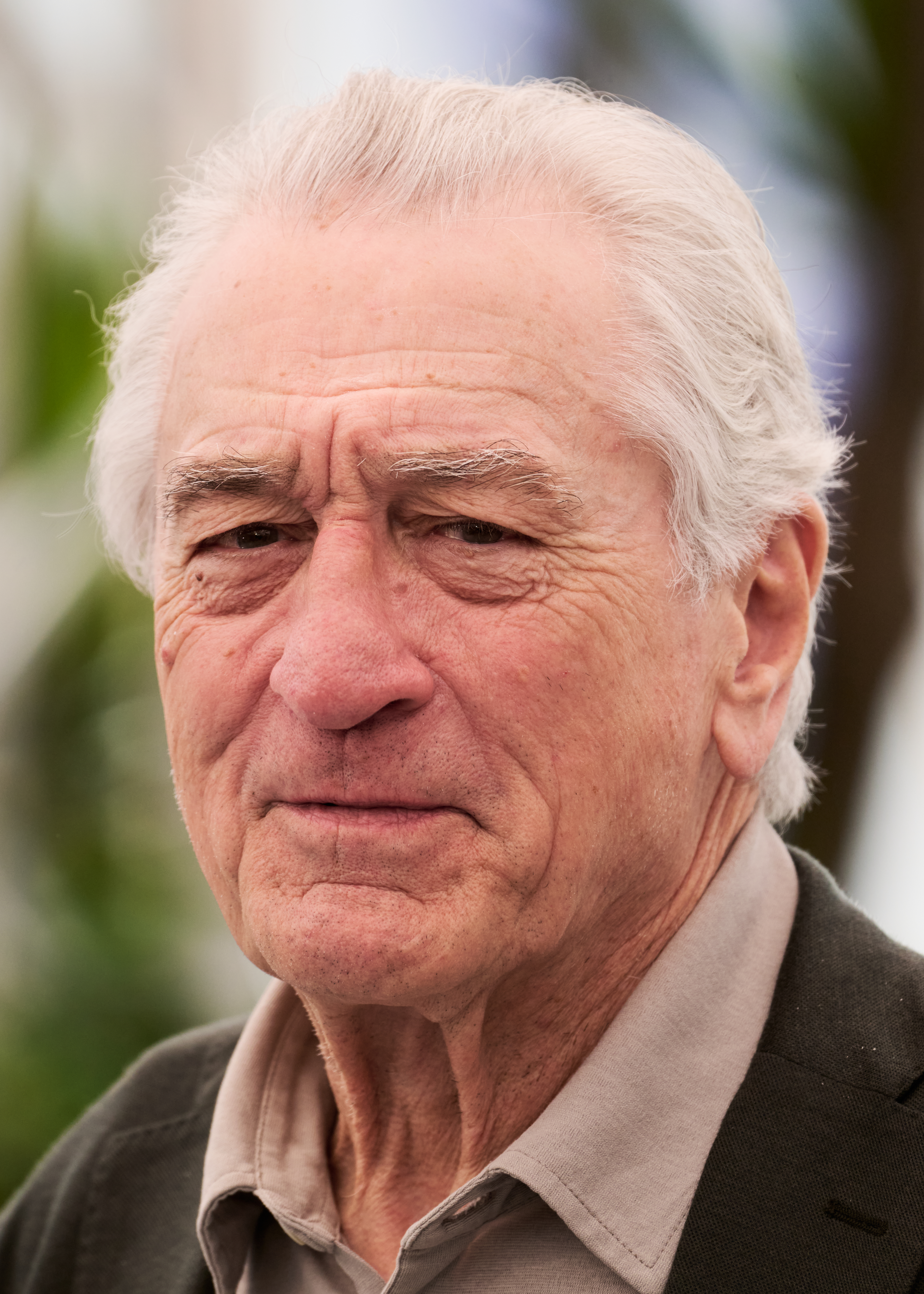
Robert De Niro während des Festivals
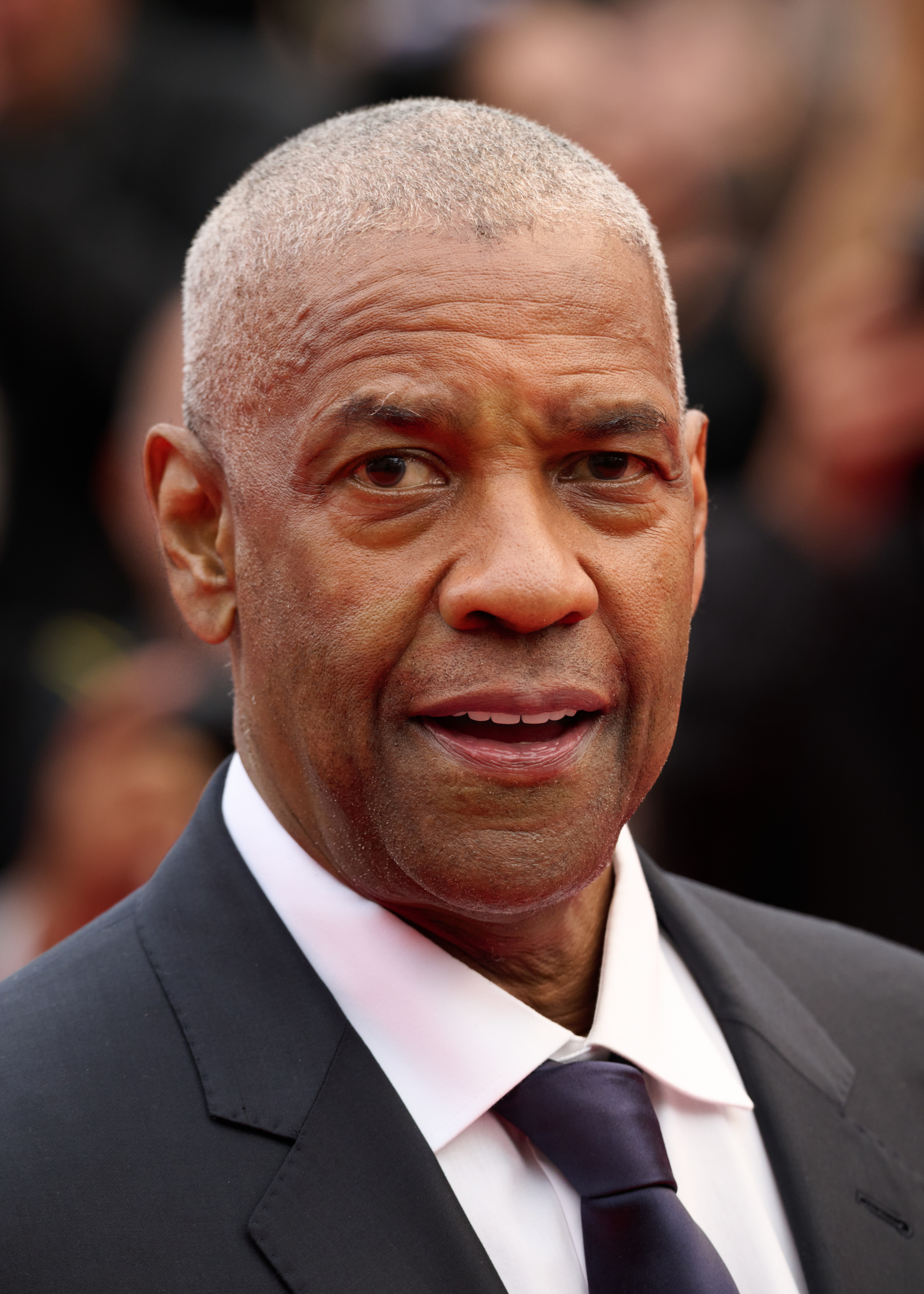
Denzel Washington bei der Präsentation von Highest 2 Lowest